# Абгар II
Абгар II — правитель Эдессы 68—53 годах до н. э.
В 64 году до н. э. Абгар II объединился с римскими войсками, помогая легату Гнея Помпея Луцию Афранию в захвате Северной Месопотамии.
По одной из версий, в 53 году до н. э. Абгар II предал триумвира Марка Красса, выведя его войско на открытую местность в битве при Каррах, в результате которой римляне потерпели поражение. Однако Абгар не получил никакой выгоды от итогов сражения, так как в том же году он был свергнут парфянским царём Ородом II.